# François Henri Masnou
François Henri Masnou (né le 30 avril 1894 à Bourges et mort le 8 novembre 1986 à Louveciennes) est un officier général de l'Armée de l'air française. Colonel en 1938, résistant, il devient responsable de l'Organisation de résistance de l'Armée (O.R.A.) en Bretagne, puis commissaire de l'Air et général de brigade aérienne en 1944. Il est entre autres le fils de Joseph Georges Antoine Masnou et représente le 5e militaire gradé de la famille Masnou.

## Biographie
François-Henri Masnou naît le 30 avril 1894 dans le Cher. Entré dans l'armée en 1912, à l'âge de 18 ans, il quitte le service actif avec rang de général de brigade en 1945. Il meurt en 1986 à l'âge de 92 ans.
Incorporé dans l'Armée de terre au 155e régiment d'infanterie en 1912. Élève à l'École spéciale militaire en 1913. Muté à l'escadrille 98 en Orient en 1915. Prend le commandement de l'escadrille 555, puis 551 au Maroc en 1917. Affecté au 36e régiment d'aviation en 1920. Ecole supérieure de guerre en 1923. Affecté successivement au 1er bureau de l'EMA et à l'Inspection technique de l'aéronautique en 1929. Nommé attaché militaire à la Légation de France en Grèce en 1930. Affecté à la 55e escadre en 1936. Attaché au cabinet du Président de la République en 1938. Affecté à l'état-major du commandement de la zone d'opérations aériennes Nord en 1939. Commandant de la base aérienne 119 de Pau en 1940. Affecté au service de la presse du secrétariat d'état à l'aviation en 1940. Nommé 2e sous-chef d'état major de l'EMAA en 1942. Rejoint la Résistance et devient un des chefs de l'"ORA", il échappe de peu aux allemands en 1943 se cache rue des Martyrs dans une maison de retraite et s’échappe vers la Suisse pour continuer de renseigner l'I.S . Nommé délégué du commissaire à l'Air en 1944. Quitte l'armée d'active en 1945.

### Première Guerre mondiale
Incorporé au 155e régiment d'infanterie en 1912, François Masnou entre à l'École spéciale militaire en 1913 d’où il sort sous-lieutenant dans la promotion de Montmirail le 15 août 1914 pour prendre rang le 5 août 1914 avec affectation au 17e bataillon de chasseurs. Lieutenant en 1915 il est muté à l'escadrille M. F. 98 T. en Orient puis, promu capitaine, il prend le commandement des escadrilles 555 puis 551 au Maroc en 1917.

### Années 1919-1939
Affecté au 36e régiment d'aviation en 1920, il entre à l'École supérieure de guerre en 1923. Nommé commandant en 1929, il est affecté successivement au 1er bureau de l'État-major, à l'Inspection technique de l'aéronautique puis nommé attaché militaire à la Légation de France en Grèce l’année suivante.
Nommé lieutenant-colonel en 1936, il est affecté à la 55e escadre en 1936. Promu colonel en 1938, il est attaché au cabinet du Président de la République avant d'être affecté à l'état-major de la zone d'opérations aériennes Nord en 1939.

### Seconde Guerre mondiale
Commandant de la base aérienne de Pau en 1940, il est affecté au service de la presse du secrétariat d'État à l'aviation en 1940. Nommé 2e sous-chef d'état-major de l'armée de l'air en 1942 il rejoint la Résistance la même année lors de la dissolution de l'Armée d'armistice.
Sous le surnom de Le Gall, il est alors le chef de l'Organisation de résistance de l'Armée (ORA) en Bretagne. Menacé d'arrestation par les Allemands en mars 1943 il se cache rue des Martyrs à La Providence et échappe à une mort certaine, il est nommé commissaire à l'Air dès la libération en 1944 puis général le 25 décembre de la même année.